# 江戸川区立東葛西中学校
江戸川区立東葛西中学校（えどかわくりつひがしかさいちゅうがっこう）は、東京都江戸川区東葛西6丁目にある公立中学校。

## 沿革
- 1981年4月1日 江戸川区立東葛西中学校として開校（10学級編成・教職員20名）。南葛西中学校より2年生118名転籍。初代校長就任
- 1981年4月6日 始業式挙行（第2学年：5学級191名）。
- 1981年4月7日 第1回入学式挙行（第1学年：5学級203名）、標準服制定。
- 1981年4月15日 校章制定。
- 1981年5月7日 第1回生徒会総会開催。
- 1981年5月8日 PTA設立総会開催。
- 1981年9月21日 校旗制定。
- 1981年10月3日 校歌制定。
- 1981年11月5日 施設完成開校記念式典、祝賀会挙行（開校記念日に制定）。
- 1983年3月21日 第1回卒業証書授与式挙行（199名）。
- 1983年6月25日 少年健全育成推進会設立総会開催。
- 1984年8月22日 校庭に照明灯設置。
- 1986年3月25日 図書室の転用工事完了
- 1987年8月13日 野球部が都大会優勝、関東大会出場。3位決定戦まで進出。
- 1989年10月1日 校則改正
- 1991年9月2日 パソコン教室完成

## 校歌
- 作詞は初代校長細貝信太郎・作曲は初代音楽教師池田信博である。

## 年間行事
- 4月 入学式、1学期始業式、対面式、スポーツテスト、中3全国一斉学力テスト
- 5月 生徒総会
- 6月 運動会（2008年度は雨天に伴い運動発表会として開催）、3年修学旅行、三者面談、期末考査
- 7月 1学期終業式、2年林間学校
- 9月 2学期始業式、生徒会選挙、連合陸上大会、東中まつり（PTA主催）
- 10月 中間考査、芸能祭音楽会、1年校外学習
- 11月 開校記念日、生徒総会、江戸川区中学校弁論大会、期末考査
- 12月 三者面談、2学期終業式
- 1月 3学期始業式、1年基礎基本調査、2年東京都学力調査、1・2年百人一首大会
- 2月 小6対象入学説明会、努力した生徒激励会、都立高校一般入試、学年末考査、3年餅つき大会
- 3月 2年遠足、球技大会、三年生を送る会、合唱祭、3年卒業行事、卒業式、修了式

## 部活動

### 運動部
- 野球部
- サッカー部
- ソフトテニス部
- 女子バレーボール部
- 男子バレーボール部
- バスケットボール部
- 卓球部
- 剣道部
- 水泳部
- 陸上部

### 文化部
- 吹奏楽部
  - 通称「イーストンポップバンド」と呼ばれ、地域の演奏依頼や祭り等で活躍。東葛西中学校の特色でもある。
    - 第24回  全日本マーチングコンテスト東京都大会中学校の部・フリー部門　優秀賞
    - 第25回　全日本マーチングコンテスト東京都大会中学校の部・コンテスト部門　銅賞
    - 第26回    全日本マーチングコンテスト東京都大会中学校の部・コンテスト部門　銅賞
    - 第27回    全日本マーチングコンテスト東京都大会中学校の部・コンテスト部門　銀賞
    - 第51回  吹奏楽コンクール東京都大会   金賞
    - 第52回  吹奏楽コンクール東京都大会　金賞
    - 第53回  吹奏楽コンクール東京都大会　金賞
      - 3年連続金賞受賞　特別表彰

    - 第54回  吹奏楽コンクール東京都大会　金賞
- 美術部
- 調理部
- 理科部
- 社会科部（2019年度廃部）
- 演劇部
- ボランティア部
- 将棋部（2024年度廃部）

## 学区
学区は以下の通りである。
- 東葛西4丁目から9丁目
- 南葛西2丁目

## 進学前小学校
- 江戸川区立第二葛西小学校 - 全域[2]
- 江戸川区立第四葛西小学校 - 一部[3]
- 江戸川区立南葛西第二小学校 - 一部[4]
- 江戸川区立東葛西小学校 - 一部[5]

## 学区内の主な施設
- 葛西警察署
- 江戸川区立第二葛西小学校
- 江戸川区立東葛西小学校
- 地下鉄博物館
- アリオ葛西
- 真蔵院
- 天祖神社
- 昇覚寺

## 所在地
- 〒134-0084 東京都江戸川区東葛西6丁目40番1号

## 交通
- 東京メトロ東西線葛西駅より徒歩10分

## 著名な卒業生
- 安藤咲良
- 須賀宜之